# Aratinga euops
Aratinga euops là một loài chim trong họ Psittacidae.

## Hình ảnh

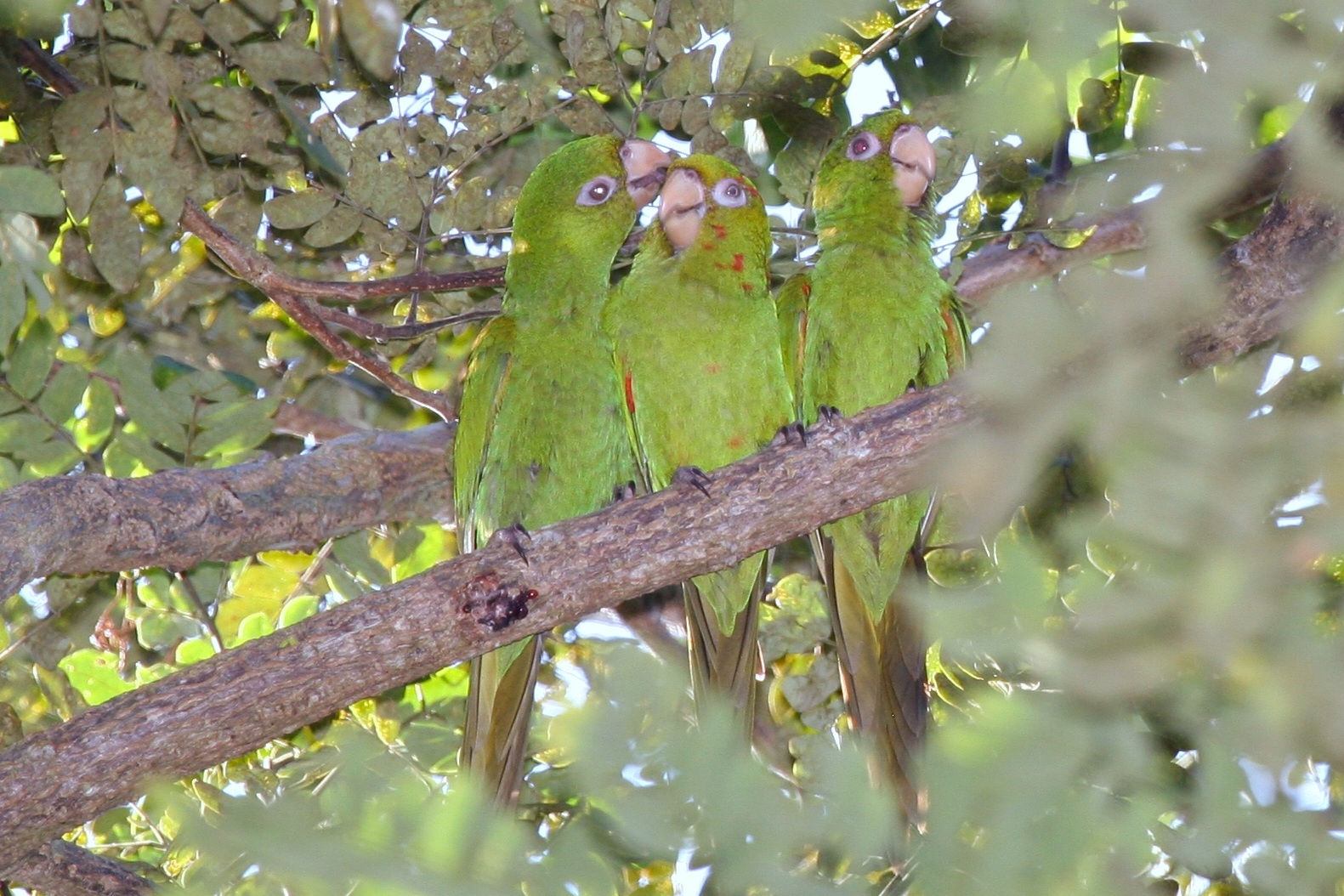
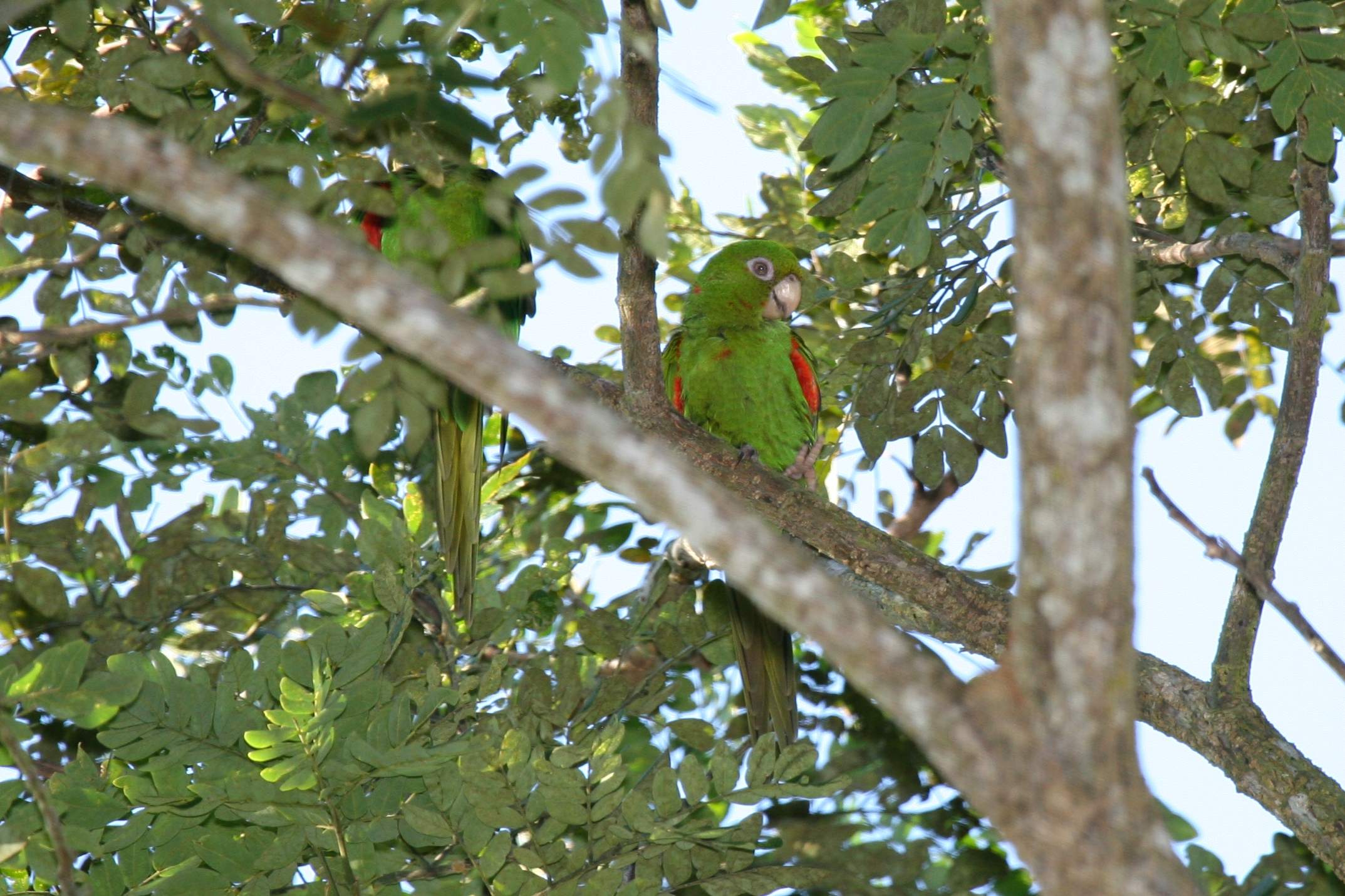
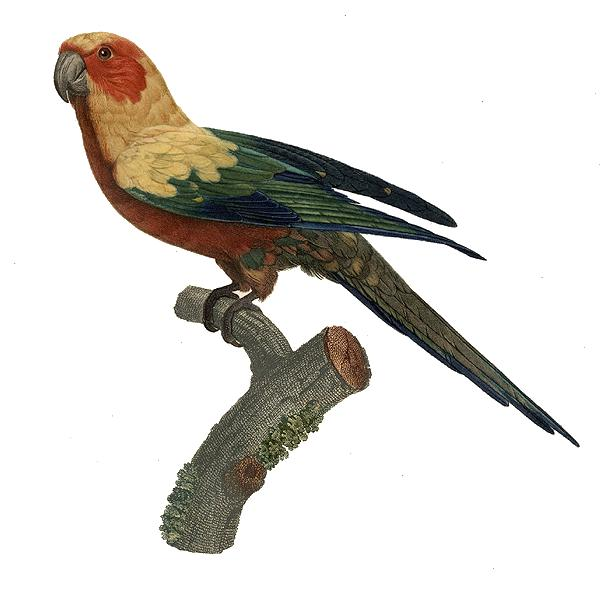